# Curçay-sur-Dive
Curçay-sur-Dive és un municipi francès situat al departament de la Viena i a la regió de la Nova Aquitània. L'any 2007 tenia 235 habitants.

## Demografia

### Població
El 2007 la població de fet de Curçay-sur-Dive era de 235 persones. Hi havia 104 famílies de les quals 33 eren unipersonals (25 homes vivint sols i 8 dones vivint soles), 42 parelles sense fills, 25 parelles amb fills i 4 famílies monoparentals amb fills.
La població ha evolucionat segons el següent gràfic:
Habitants censats

### Habitatges
El 2007 hi havia 148 habitatges, 105 eren l'habitatge principal de la família, 26 eren segones residències i 17 estaven desocupats. Tots els 148 habitatges eren cases. Dels 105 habitatges principals, 94 estaven ocupats pels seus propietaris, 9 estaven llogats i ocupats pels llogaters i 2 estaven cedits a títol gratuït; 1 tenia una cambra, 10 en tenien dues, 17 en tenien tres, 26 en tenien quatre i 51 en tenien cinc o més. 78 habitatges disposaven pel capbaix d'una plaça de pàrquing. A 50 habitatges hi havia un automòbil i a 45 n'hi havia dos o més.

### Piràmide de població
La piràmide de població per edats i sexe el 2009 era:
| Homes | Edats   | Dones |
| ----- | ------- | ----- |
| 0     | 95 o +  | 0     |
| 4     | 90 a 94 | 8     |
| 0     | 85 a 89 | 0     |
| 4     | 80 a 84 | 0     |
| 4     | 75 a 79 | 20    |
| 8     | 70 a 74 | 4     |
| 4     | 65 a 69 | 4     |
| 4     | 60 a 64 | 4     |
| 8     | 55 a 59 | 4     |
| 12    | 50 a 54 | 4     |
| 8     | 45 a 49 | 8     |
| 12    | 40 a 44 | 8     |
| 0     | 35 a 39 | 16    |
| 8     | 30 a 34 | 4     |
| 12    | 25 a 29 | 4     |
| 8     | 20 a 24 | 0     |
| 16    | 15 a 19 | 4     |
| 8     | 10 a 14 | 4     |
| 4     | 5 a 9   | 4     |
| 0     | 0 a 4   | 4     |

## Economia
El 2007 la població en edat de treballar era de 142 persones, 102 eren actives i 40 eren inactives. De les 102 persones actives 94 estaven ocupades (50 homes i 44 dones) i 8 estaven aturades (4 homes i 4 dones). De les 40 persones inactives 28 estaven jubilades, 4 estaven estudiant i 8 estaven classificades com a «altres inactius».

### Ingressos
El 2009 a Curçay-sur-Dive hi havia 104 unitats fiscals que integraven 230,5 persones, la mediana anual d'ingressos fiscals per persona era de 16.313 €.

### Activitats econòmiques
Dels 11 establiments que hi havia el 2007, 2 eren d'empreses extractives, 1 d'una empresa de fabricació d'altres productes industrials, 1 d'una empresa de construcció, 1 d'una empresa de comerç i reparació d'automòbils, 1 d'una empresa d'hostatgeria i restauració, 2 d'empreses immobiliàries i 3 d'empreses de serveis.
Dels 2 establiments de servei als particulars que hi havia el 2009, 1 era un paleta i 1 agència immobiliària.
L'any 2000 a Curçay-sur-Dive hi havia 16 explotacions agrícoles que ocupaven un total de 962 hectàrees.

## Poblacions més properes
El següent diagrama mostra les poblacions més properes.